# Werner Lembcke
Werner Lembcke (* 30. März 1909 in Rostock; † 10. August 1989 in Schönebeck (Elbe)) war ein deutscher Chirurg und Hochschullehrer.

## Werdegang und Werk
Werner Lembcke wurde als Sohn des Lokomotivführers und späteren Bahnbetriebswerkvorstehers Karl Lembcke (1872–1946) und dessen Frau Emma, geb. Brüggert (1878–1947) in Rostock geboren. Nach seinem Abitur 1928 in Güstrow, begann er im gleichen Jahr mit dem Studium der Humanmedizin an der Friedrich-Schiller-Universität Jena. Er wechselte während des Studiums an die Universitäten in Rostock und München. Während seines Studiums wurde er Mitglied beim Verein Deutscher Studenten Rostock und München. Das Studium beendete er 1934 in Jena mit dem medizinischen Staatsexamen. 1935 wurde er in Jena über das Thema Einige atypische Fälle von multipler Sklerose seiner Dissertation promoviert. In den kommenden drei Jahren erhielt er als Assistenzarzt die neurologisch-psychiatrische Facharztausbildung an der Universitäts-Nervenklinik in Jena. Im Anschluss daran ging er 1938 zurück nach Rostock, wo er bis 1953 als Chirurg arbeitete. Lembcke beantragte am 6. Oktober 1937 die Aufnahme in die NSDAP und wurde rückwirkend zum 1. Mai desselben Jahres aufgenommen (Mitgliedsnummer 5.663.628). Während des Zweiten Weltkriegs diente er als Stabsarzt der Luftwaffe. In Österreich ging er im Mai 1945 in Kriegsgefangenschaft und wurde im August des gleichen Jahres wieder entlassen. 1950 wurde er über das Thema Steht bei der Commotio cerebri eine mechanische Schädigung des Hirngewebes im Vordergrund des klinischen Geschehens? habilitiert. 1952 wurde Werner Lembcke Professor für Chirurgie mit Lehrauftrag an der Universität Rostock. Ein Jahr später wechselte er an die Medizinische Akademie Magdeburg, wo er bis zu seiner Emeritierung 1974 Direktor an der Chirurgischen Klinik des Gustav-Ricker-Krankenhauses war. Zu seinem Nachfolger wurde 1975 Peter Heinrich berufen.
Lembcke war ein anerkannter Hirnchirurg, der vor allem auf dem Gebiet der Hirntumoren, der Enzephalitis und traumatischen Hirnverletzungen arbeitete. Auf sein Betreiben hin wurde am 21. Januar 1960 der erste Notarztwagen „Schnelle Hilfe“ der DDR in Betrieb genommen.

## Ehrungen
Werner Lembcke wurde 1968 Mitglied der Deutschen Akademie der Naturforscher Leopoldina und 1983 Ehrenmitglied der Gesellschaft für Anästhesiologie und Intensivtherapie der DDR. 1983 wurde ihm die Ferdinand-Sauerbruch-Medaille überreicht. Lembcke war Verdienter Arzt des Volkes und erhielt 1960 den Vaterländischen Verdienstorden in Bronze.

## Veröffentlichungen (Auswahl)
- Blutung, Blutstillung, Blutersatz. Verlag Volk und Gesundheit, Berlin 1955.
- mit Rolf Emmrich: Schock und Schockbehandlung. Ausgabe 3, Thieme, Leipzig 1974.
- Zur Technik der präfrontalen Leukotomie. In: Zentralblatt für Chirurgie. Band 75, 1950, S. 754–756.
- Allergie in chirurgischer Sicht. In: Langenbecks Archiv für klinische Chirurgie. Band 295, 1960, S. 197–206.
- Psychische Störungen bei chirurgisch Kranken. In: Langenbecks Archiv für klinische Chirurgie. Band 298, 1961, S. 530–533.